# Trận hồ Masuren lần thứ hai
Trận hồ Masuren lần thứ hai, còn gọi là Trận chiến Mùa đông Masuren, diễn ra từ ngày 7 đến ngày 22 tháng 2 năm 1915 trên Mặt trận phía Đông thời Chiến tranh thế giới thứ nhất. Kết thúc trận đánh, quân Đức thuộc các Tập đoàn quân số 8 (tướng Otto von Below) và 10 (tướng Hermann von Eichhorn) đã đánh tan tác Tập đoàn quân số 10 Nga (tướng Faddyei V. Sivers) và chấm dứt hoàn toàn sự hiện diện của người Nga ở Đông Phổ.

## Bối cảnh
Dưới áp lực của Tổng tư lệnh chiến trường Đông Âu - Thống chế Paul von Hindenburg, cựu Tổng tham mưu trưởng - Đại tướng Helmuth von Moltke cùng nhiều tướng lĩnh cấp cao khác, Đức hoàng Wilhelm II quyết định chuyển sang thế phòng ngự trên Mặt trận phía Tây và tập trung tấn công trên Mặt trận phía Đông nhằm loại Nga khỏi vòng chiến. Do vậy, vào mùa đông 1914 7ndash; 15, Đại tướng Tổng tham mưu trưởng Đức Erich von Falkenhayn chuyển một lượng lớn binh lực từ Tây Âu sang Đông Âu. Để hỗ trợ cuộc tấn công của quân đội Áo-Hung trên dãy Karpath và phòng ngừa một cuộc tấn công của Nga, Falkenhayn thành lập Tập đoàn quân phía Nam gồm các đơn vị Áo-Đức do tướng Alexander von Linsingen chỉ huy. Trên mạn bắc, Hindenburg lập Tập đoàn quân số 10 do tướng Hermann von Eichhorn và bố trí tập đoàn quân này gần Tilsit. Trong tay Eichhorn có 4 quân đoàn vừa được điều sang từ Tây Âu.
Tranh cãi đã nảy sinh trong Bộ Tư lệnh Tối cao Đức về việc xác định địa điểm tấn công. Falkenhayn muốn dồn quân chủ lực đánh xuống phía nam trong khi Hindenburg tính thọc lên mạn bắc. Trong khi các chỉ huy Đức còn bàn cãi, phía Nga đã lập ra Tập đoàn quân số 12 dưới quyền Pavel A. Plahve để mở một cuộc tấn công mới vào Đông Phổ. Họ dự định tiến quân vào ngày 20 tháng 2, song người Đức đã ra tay trước: sau nhiều tranh cãi, Bộ Tư lệnh Tối cao Đức nhất trí phát động hai mũi tiến công:
- Mũi tấn công phía nam do tập đoàn quân Áo-Đức của Linsingen thực thi, tiến qua dãy Karpath về Lemberg trên mạn đông bắc. Ở bên phải, mũi tấn công này được sự yểm trợ của một cụm tập đoàn quân Áo dưới quyền tướng Karl von Pflanzer-Baltin. Bên trái, Tập đoàn quân số 3 Áo của tướng Svetozar Boroević sẽ giải vây cho pháo đài Przemyśl.
- Mũi tấn công phía bắc do Tập đoàn quân số 8 (tướng Otto von Below) và 10 (tướng von Eichhorn) của Đức thực hiện nhằm vào Tập đoàn quân số 10 Nga (tướng Faddyei V. Sivers) tại vùng hồ Masuren ở Đông Phổ. Từ các khởi điểm gần Tilsit, Insterburg và Gumbinnen, Tập đoàn quân số 10 sẽ đánh xuống phía nam để thọc sườn phải quân Nga trong khi Tập đoàn quân số 8 từ Lötzen, Ortelsburg và Thorn đánh đến Lyck và Augustów về hướng đông.[3]

## Trận đánh

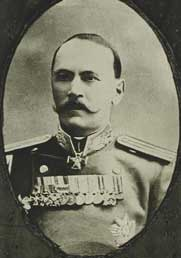
Tướng Fagyejev Vasziljevics Sziversz

Mũi tấn công phía bắc được Hindenburg phát động vào ngày 7 tháng 2. Trong một cơn bão tuyết dữ dội, Tập đoàn quân số 8 Đức đánh thốc vào sườn trái Tập đoàn quân số 10 Nga. Hôm sau, Tập đoàn quân số 10 Đức ồ ạt tấn công sườn phải đối phương. Bất chấp điều kiện thời tiết hết sức khắc nghiệt, cuộc tấn công gọng kìm của quân Đức diễn ra hiệu quả. Đến ngày 10, quân Đức đã dồn quân cánh phải Nga đến tận Vilkoviski và Wirballen. Giao tranh diễn ra rất khốc liệt trên mọi khu vực, và Tập đoàn quân số 8 Đức đã ép quân cánh trái Nga về Lyck. Sau những thắng lợi vang dội ban đầu, quân Đức - đặc biệt là Tập đoàn quân số 10 - tiếp tục tăng cường tấn công, buộc quân Nga phải tiến hành một cuộc triệt thoái trên toàn tuyến. Theo đó, Tập đoàn quân số 10 Nga rút qua rừng Augustow trong các ngày 10–14 tháng 2, từ bỏ Lyck vào ngày 14. Tướng Eichhorn điều quân đoàn cánh trái của ông đánh vòng rừng Augustow để bao vây quân Nga. Trong một trận đánh kéo dài 3 ngày, Quân đoàn XX Nga đã chiến đấu anh dũng để yểm trợ cho 3 quân đoàn khác chạy khỏi vòng vây. 3 quân đoàn Nga trốn thoát, nhưng, do cạn sạch đạn dược và thực phẩm, Quân đoàn XX Nga phải đầu hàng vào ngày 21 tháng 2.
Ngày 22 tháng 2, cuộc tấn công của Đức cuối cùng đã dừng bước khi Plahve xua Tập đoàn quân số 12 Nga phản công vào sườn phải của họ.

## Kết cục
Trận hồ Masuren lần thứ hai là một thắng lợi chiến thuật to lớn của quân đội Đức. Quân Nga đã bị quét sạch khỏi một mặt trận rộng 113 km và chịu thiệt hại rất nặng nề, với 56.000 người chết, bị thương hay mất tích, cộng thêm chừng 100.000 bị bắt làm tù binh và một lượng lớn súng ống bị thu giữ. Trong khi đó, quân Đức chỉ tổn thất 16.200 người. Từ đây cho đến hết cuộc chiến, Đông Phổ không bao giờ bị đe dọa tấn công nữa.
Mặt khác, các chiến dịch của khối Trung tâm đầu năm 1915 đã không đạt được mục tiêu loại Nga khỏi vòng chiến. Với nguồn nhân lực dồi dào, Nga dễ dàng bù đắp cho những tổn thất mà họ hứng chịu ở trận Masuren. Thêm vào đó, quân Nga đã chặn được các cuộc tấn công của quân Áo-Hung về phía nam. Ngày 22 tháng 2, Przemysl thất thủ và 150.000 quân Áo-Hung đã bị thêm vào danh sách tù binh của Nga. Dù sao, cuộc bại trận ở Masuren đã làm sa sút niềm tin của công chúng Nga về một kết thúc có hậu của cuộc chiến.
Trận chiến Mùa đông Masuren cũng là nỗ lực cuối cùng của Đức nhằm gián tiếp hỗ trợ quân đội Áo-Hung ở hướng nam bằng những cuộc tấn công trên hướng bắc. Sau các diễn biến đầu năm 1915, Bộ Tổng Chỉ huy Đức tại Đông Âu đã nhận thấy sự cần thiết của việc trực tiếp phối hợp với Áo-Hung trong tác chiến.